# Molophilus lindsayi
Molophilus lindsayi là một loài ruồi trong họ Limoniidae. Chúng phân bố ở miền Australasia.